# Яковенко, Игорь Григорьевич
И́горь Григо́рьевич Якове́нко (17 июня 1945, село Ободовка, Тростянецкий район, Винницкая область, Украинская ССР) — российский культуролог и философ, педагог. Доктор философских наук, профессор.

## Биография
Окончил Московский лесотехнический институт (1969) и аспирантуру Института философии АН СССР (1982). Кандидат культурологии (диссертация «Должное и сущее как категории культурно-исторического процесса», 1999), доктор философских наук.
Профессор кафедры истории и теории культуры Российского государственного гуманитарного университета.
Занимается русистикой (Russian Studies), теоретической культурологией, законами существования, взаимодействия, изменения и развития культур. Разрабатывает проблематику ментальности, ритуала и динамики культуры.
Автор 280 публикаций, в том числе 11 монографий, среди которых фундаментальный труд «Познание России. Цивилизационный анализ» (М.: Знание, 2017).
В сфере теоретической культурологии вместе с Андреем Пелипенко автор фундаментальной монографии «Культура как система: Структурная морфология культуры. Единство онто- и филогенеза. Изоморфизм мышления и историко-культурной феноменологии» (М.: Языки новой культуры, 1998).
Автор книги «Риски социальной трансформации российского общества: культурологический аспект» (2006). По мнению Е. Ихлова, книга представляет собой «очень жёсткие и горькие рассуждения <…> о нелёгких судьбах России и ещё более нелёгких её перспективах», это «идеальная интеллектуальная провокация в условиях, когда тезисы полемики Екатерины II и Дидро об уместности демократии в России становится идеологическим хитом».
Совместно с Игорем Клямкиным и Александром Ахиезером соавтор книги «История России: конец или новое начало?» (М.: Новое Издательство, 2005).
Совместно с Александром Музыкантским автор фундаментального системного труда «Манихейство и гностицизм: культурные коды русской цивилизации». (М.: Русский путь, 2011).
Составитель сборника «Россия как цивилизация. Устойчивое и изменчивое» (М.: Наука, 2007).
В марте 2014 года вместе с рядом других деятелей культуры выразил своё несогласие с политикой российской власти в Крыму.

## Основные работы
- И. Г. Яковенко Цивилизационный анализ, проблема метода // Проблемы исторического познания. — М.: Наука, 1999. — С. 84—91.
- А. А. Пелипенко, И. Г. Яковенко. Культура как система. — М., 1998.
- А. Ахиезер, И. Клямкин, И. Яковенко. История России: конец или новое начало? — М., 2005.
- И. Г. Яковенко. Риски социальной трансформации российского общества: культурологический аспект. — М., 2006.
- И. Г. Яковенко. Познание России. Цивилизационный анализ. 1-е изд. — М., 2008.
- И. Г. Яковенко. Российское государство: национальные интересы, границы, перспективы. — М., 2008.
- И. Г. Яковенко Политическая субъектность масс: культурологический аспект политической жизни в России. — М., 2009.
- И. Г. Яковенко, А. И. Музыкантский. Манихейство и гностицизм: культурные коды русской цивилизации. — М., 2010.
- И. Г. Яковенко. Россия и репрессия: репрессивная компонента отечественной культуры. — М., 2011.
- И. Г. Яковенко Познание России: цивилизационный анализ. 2-е изд. — М., 2012.
- И. Г. Яковенко. Мир через призму культуры. Культурология и россиеведение. — М., 2013.
- И. Г. Яковенко. Россия и модернизация в 1990-е годы и последующий период: социально-культурное измерение. — М., 2014.
- И. Г. Яковенко. Познание России. Цивилизационный анализ. 3-е изд., существенно дополненное. — М., 2017.
- И. Г. Яковенко. Пристально вглядываясь. Кривое зеркало русской реальности. Статьи 2014—2017 годов. — М., 2018.